# Dietrich Weise
Dietrich Weise (* 21. November 1934 in Gröben; † 20. Dezember 2020 in Heilbronn) war ein deutscher Fußballspieler und -trainer.
In der deutschen Bundesliga war er von 1967 bis 1986 zum Teil mehrmals als Trainer für den 1. FC Kaiserslautern, Eintracht Frankfurt und Fortuna Düsseldorf tätig. Mit der Eintracht gewann er 1974 und 1975 den DFB-Pokal. Als Nachwuchstrainer beim DFB gewann er 1981 die U-18 Europameisterschaft und die Juniorenweltmeisterschaft. Zuletzt hatte er Engagements beim ägyptischen Verein Al-Ahly Kairo, mit dem er 1989 Meister und Pokalsieger wurde, sowie als Nationaltrainer in Ägypten und Liechtenstein.

## Karriere
Seine Fußballkarriere begann Weise in Teuchern bei der dortigen BSG Traktor. Bevor er 1958 die DDR verließ, hatte er ein Jahr für die BSG Fortschritt Weißenfels in der DDR-Oberliga gespielt.
In der Bundesrepublik spielte er zunächst für die SpVgg Neckarsulm und später für den VfR Heilbronn, ehe der gelernte Steuerberater einen Job in der Industrie aus- und die Trainer-Laufbahn einschlug. Von 1958 bis 1967 war er als Spielertrainer beim VfR Heilbronn und in Neckarsulm tätig. Mit der SpVgg Neckarsulm gewann er 1964 den Pokal des Württembergischen Fußball-Verbandes.
An der Sporthochschule in Köln, an der Weise die B- und dann die A-Lizenz erwarb, lernte er Otto Knefler aus Halle kennen, mit dem er 1967 nach Kaiserslautern ging.
Unter Knefler und dessen Nachfolger Egon Piechaczek war er in Kaiserslautern zunächst Assistenztrainer. Nach Piechaczeks Entlassung saß er bei den letzten vier Spielen der Saison 1968/69 erstmals als hauptverantwortlicher Trainer auf der Bank. Mit der Verpflichtung des Ungarn Gyula Lóránt zur nachfolgenden Spielzeit rückte er wieder ins zweite Glied zurück. Kaiserslautern, zu diesem Zeitpunkt nur 14. in der Liga, trennte sich im März 1971 nach dem 23. Spieltag der Saison 1970/71 von Lóránt und betraute Weise erneut mit der Verantwortung. Anders als seine beiden Vorgänger Piechaczek und Lóránt, die als Trainer der „alten Schule“  galten, war er ein akribisch arbeitender Fachmann, der dem spielerischen Element auf dem Platz ein weit größere Bedeutung zukommen ließ. Die Saison beendete Kaiserslautern auf dem achten Platz, der zweitbesten Platzierung des Vereins in der Bundesliga bis dahin. 1971/72 führte Weise die „roten Teufel“ um Ernst Diehl, Josef Pirrung und Wolfgang Seel auf den siebten Platz in der Liga und erreichte zudem das Finale um den DFB-Pokal 1971/72. Dort unterlag man allerdings Vizemeister FC Schalke 04 mit 0:5, einem die Jahre überdauernden Rekordergebnis. In der Saison darauf schnitt Kaiserslautern mit Platz neun nur unwesentlich schlechter ab, im UEFA-Cup erreichte man das Viertelfinale. Nach dem vorletzten Spieltag wurde Weise allerdings suspendiert, nachdem sein Wechsel zu Eintracht Frankfurt zur kommenden Spielzeit bekannt geworden war.
Mit der Eintracht wurde Weise 1974 und 1975 DFB-Pokalsieger. In der Saison 1975/76 gelang ihm mit Frankfurt der Einzug in das Halbfinale des Europapokals der Pokalsieger, wo man sich West Ham United geschlagen geben musste. In seiner anschließenden zweijährigen Zeit als Trainer von Fortuna Düsseldorf stieß er mit der Mannschaft 1978 ins DFB-Pokalfinale vor, das mit 0:2 gegen den 1. FC Köln verloren wurde.
Von 1978 bis 1983 war er als Nachwuchstrainer des DFB tätig und hatte hier seine größten Erfolge zu verzeichnen. So gewann Weise mit der deutschen U18-Nationalmannschaft 1981 bei der U-18-Europameisterschaft in Deutschland den Titel. Mit derselben Mannschaft trat er dann im selben Jahr in Australien bei der Junioren-Fußballweltmeisterschaft an und holte auch diesen Titel. Diese Erfolge konnte bis zum Jahr 2004 keine andere U18- oder U19-Nationalmannschaft wiederholen.
Im Sommer 1983 kehrte er zunächst zum 1. FC Kaiserslautern zurück, wurde aber bereits im Oktober als Nachfolger des entlassenen Branko Zebec und nach einem nur zwei Spieltage währenden Intermezzos von Klaus Mank vom Bundesligaletzten Eintracht Frankfurt verpflichtet. Nachdem die Mannschaft zum Saisonende den 16. Platz in der Liga belegt hatte, konnte sie in den beiden Relegationsspielen gegen den MSV Duisburg (1:1, 5:0) die Klasse halten. In den darauffolgenden Spielzeiten erreichte er die Plätze 12 und 15. In der Saison 1986/87 wurde er nach dem 16. Spieltag von der Eintracht, zu diesem Zeitpunkt auf Platz zwölf liegend, freigestellt. Unter seinem Nachfolger Timo Zahnleiter beendete die Eintracht die Saison auf Platz 15.
Im August 1988 wurde er vom Kairoer Verein Al-Ahly mit einem Einjahresvertrag ausgestattet. Noch im selben Jahr bezwang Al-Ahly im Afro-Asien-Pokal (ähnlich dem Weltpokal zwischen dem europäischen Champions-League-Sieger und dem Gewinner der südamerikanischen Copa Libertadores) den japanischen Meister Yomiuri. 1989 gewann er mit Al-Ahly das Double aus ägyptischer Meisterschaft und Pokal. Nachdem er vor der Weltmeisterschaft 1990 in Italien bereits den ägyptischen Nationaltrainer Mahmoud El-Gohary beraten hatte, übernahm er nach dem Turnier kurzzeitig selbst die Leitung der ägyptischen Nationalmannschaft.
1991 übernahm Weise auf informelle Vermittlung durch Günter Netzer die Liechtensteinische Fussballnationalmannschaft. Unter seiner Ägide bestritt die Mannschaft ab 1994 erstmals eine Qualifikation für eine Europameisterschaft. Gegen Gruppengegner Nordirland erreichte die Mannschaft dabei ein 0:0 vor heimischem Publikum. Nach einer 1:11-Niederlage im Weltmeisterschafts-Qualifikationsspiel gegen Mazedonien, der bis heute einzigen zweistelligen Niederlage des Teams, nahm Weise nach insgesamt 18 Länderspielen seinen Abschied.
Dietrich Weise starb am 20. Dezember 2020.